# ITunes LP
 (janvier 2022).
Si vous disposez d'ouvrages ou d'articles de référence ou si vous connaissez des sites web de qualité traitant du thème abordé ici, merci de compléter l'article en donnant les références utiles à sa vérifiabilité et en les liant à la section « Notes et références ».
iTunes LP (avant sa sortie la presse en parle sous le nom de code Cocktail) est un format conteneur pour album musical interactif mis en place par Apple en septembre 2009.  
Apple TV 3.0 prend en charge iTunes LP.
L'objectif du format est d'encourager l'achat d'un album complet en proposant des photos et vidéos en bonus, plutôt que d'acheter des morceaux séparément.
iTunes LP utilise un format de fichier propriétaire avec l'extension .itlp, qui fait essentiellement appel à HTML, CSS, JavaScript, CSS Animations et plists.
En novembre 2009, un nombre limité d'albums sont disponibles dans ce format.
Le 28 novembre 2009, le kit de développement iTunes LP SDK a été rendu public.
La fin du service a eu lieu courant mars 2018.